# Trachypithecus johnii
Trachypithecus johnii är en däggdjursart som först beskrevs av Johann Baptist Fischer 1829.  Trachypithecus johnii ingår i släktet Trachypithecus och familjen markattartade apor. Inga underarter finns listade. Det svenska trivialnamnet Nilgirilangur förekommer för arten.

## Utseende

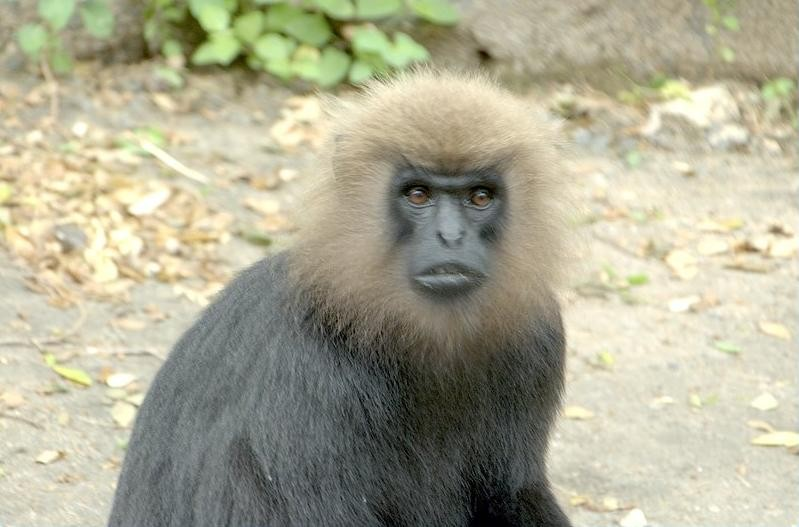
Närbild på huvudet.

Denna primat når en kroppslängd (huvud och bål) av 49 till 71 cm och en svanslängd av 69 till 97 cm. Vikten varierar mellan 9,8 och 13,6 kg. Pälsen är övervägande mörkbrun och på huvudet finns långa gulbruna hår som liknar en man. På buken, svansen och extremiteternas insida kan finnas vita fläckar. Fläckarnas position varierar mellan olika individer.

## Utbredning och habitat
Trachypithecus johnii förekommer i sydvästra Indien i bergstrakten Västra Ghats. Arten vistas där mellan 300 och 2000 meter över havet. Habitatet utgörs av städsegröna eller delvis lövfällande skogar.

## Ekologi
Levnadssättet är föga känt. Flocken består av en hanne, upp till 23 vuxna honor och deras ungar. I genomsnitt har flocken 10 medlemmar. Födan utgörs främst av blad från olika växter och dessutom äts frukter, frön, örter och andra växtdelar samt några insekter och daggmaskar.
Det är bara alfahannen som parar sig med honorna även om unga hannar som just blivit könsmogna försöker para sig. Ungarnas födelse sker vanligen mellan maj och november. De har i början en tunn mörkröd päls på rosa hud och väger cirka 0,5 kg. När unga hannar försöker hota alfahannens position jagas de iväg.
Arten är ganska högljudd när den klättrar i träd och den har ett speciellt varningsläte när fiender som tigrar eller leoparder upptäcks.

## Hot och status
Denna primat jagas för köttets, hudens och andra kroppsdelars skull, vilka används i den traditionella asiatiska medicinen. Arten hotas även av habitatförstöring genom ökad urbanisering. IUCN kategoriserar arten därför globalt som sårbar.